# 唇䱻
唇䱻（学名：Hemibarbus labeo），俗名竹篙頭 ，为輻鰭魚綱鯉形目鲤科的其中一種。

## 分布
本魚分布中國大陆和台灣淡水河流域、朝鮮半島、越南北部、俄羅斯遠東地區的溪流中。

## 深度
水深5至20公尺。

## 特徵
本魚體延長，略呈圓柱狀，上頷具鬚一對。魚體略帶銀色金屬光澤，背部淡青色，腹部銀白色，尾鰭叉形。幼魚體側有8至10個呈縱向排列的不規則黑色斑塊，成魚則無，體長可達40公分。

## 生態
本魚為初級淡水魚，棲息於水流略急而水域寬闊的潭區，平常大多群游在水域底層，屬肉食性，以水生昆蟲、甲殼類及軟體動物等為食。

## 經濟利用
可食用魚，適合各種烹飪方式食用。